# Chiesa di San Giovanni Battista (Chiavari)
La chiesa di San Giovanni Battista è un luogo di culto cattolico situato nel comune di Chiavari, in piazza San Giovanni Battista, nella città metropolitana di Genova. La chiesa - conosciuta anche con l'appellativo di santuario del Cristo Nero - è sede della parrocchia omonima del vicariato di Chiavari-Lavagna della diocesi di Chiavari.

## Storia

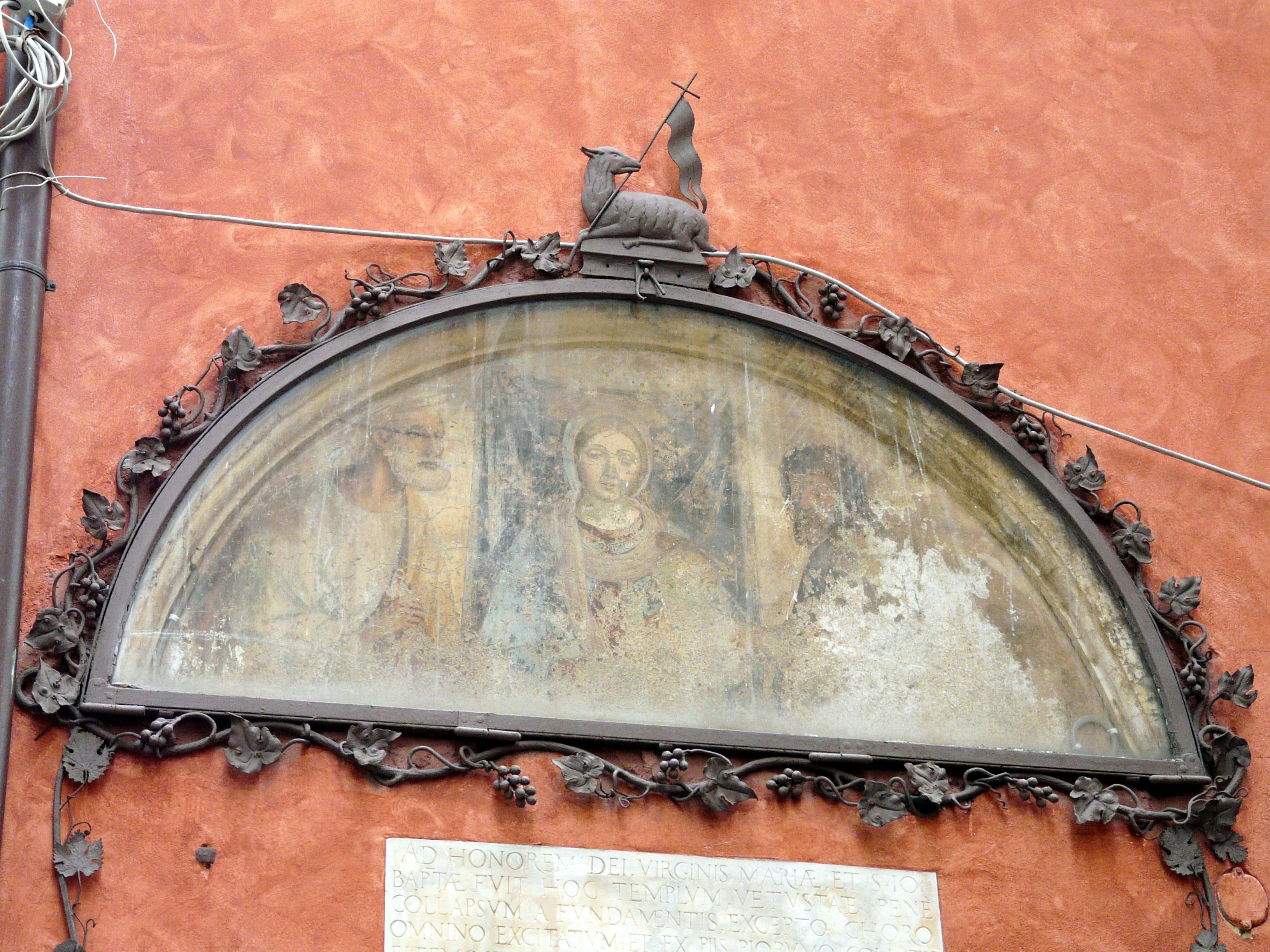
La lunetta affrescata

Prospiciente l'omonima piazza, nel cuore del centro storico, la fondazione di un primo luogo di culto avvenne nel 1181 per opera del conte Bardone Fieschi, arciprete di Lavagna e dell'Ordine di San Benedetto; fu un suo cugino, dei conti Ravaschieri, a donargli un orto con una casa vicino alla strada per il castello di Chiavari dove venne fatta edificare una primitiva cappella. Quest'ultima, terminata nel 1182, era volta verso la collina (con la porta rivolta verso l'attuale via Ravaschieri) e comprendeva tre altari dedicati, rispettivamente, a san Giovanni Battista, san Bartolomeo e sant'Andrea apostolo.
Nel 1311 fu nominata al titolo di parrocchiale con dipendenza verso la pieve di Santo Stefano in Lavagna fino al XVII secolo.
Già nel XV secolo l'edificio si presentava insufficiente negli spazi e bisognosa di restauri e pertanto, nel 1462, il rifacimento della chiesa venne affidato al maestro Bernardo Giovanni di Luma da Como che terminò l'opera nel 1468. La rinnovata chiesa era divisa ora in tre navate, con il coro di forma quadrata e con la torre campanaria a piramide; consta di 15 altari e in testa alla due navate laterali vi erano due cappelle con volta a crociera intitolate a Nostra Signora della Misericordia (a sinistra) e a san Bartolomeo (a destra). In seguito, nel corso del 1557, la cappella di destra fu chiusa e sacrificata architettonicamente per il necessario consolidamento della struttura dovuto all'innalzamento del campanile sovrastante.
La chiesa, avente bisogno di nuovi restauri, e dopo la disponibilità di un legato di 2000 lire, fu interessata da una nuova riedificazione: il 12 ottobre 1623 il priore e il Maggiore Consiglio deliberarono la demolizione del quattrocentesco edificio e la sua successiva ricostruzione nelle stesse grandezze e lunghezze della precedente. Il 5 luglio 1624 fu posta la posa della prima pietra della nuova chiesa progettata dagli architetti genovesi Andrea Vannone e Bartolomeo Rossi. Essa si presenta a tre navate, con cupola e con quattro colonne in marmo che sorreggono le arcate minori; il coro venne fatto di forma semicircolare e con la collocazione ai lati di otto altari.

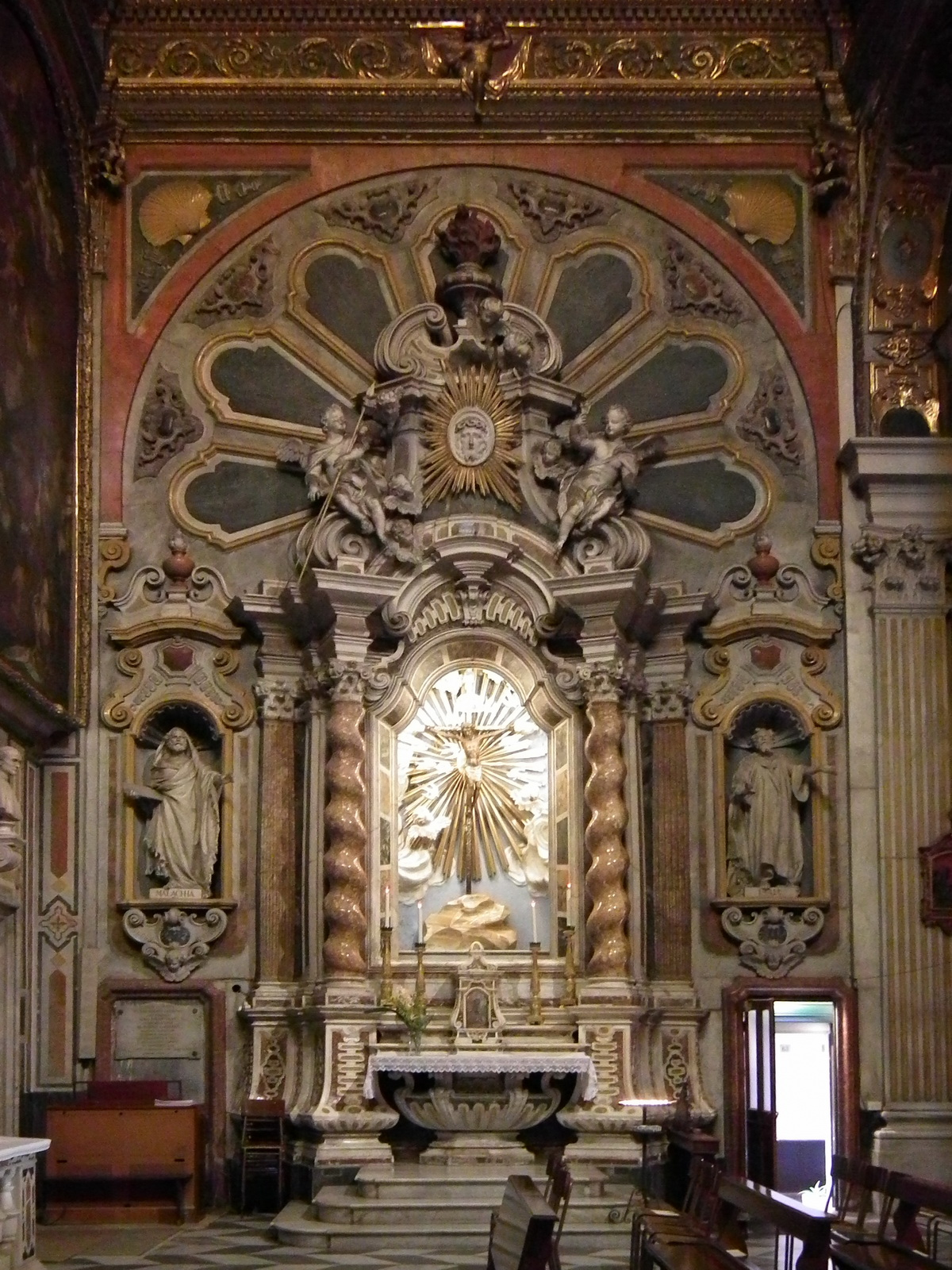
La cappella del Santissimo Crocifisso

Furono i giuspatroni del presbiterio e coro, i fratelli Achille e Prospero Costaguta, ha commissionare nel 1626 il lavoro della cappella maggiore all'architetto Bartolomeo Bianco per la somma di 8200 lire; egli vi innalzò l'altare con cancellata marmorea e con lo stemma della famiglia chiavarese sull'arco.
Il 2 marzo 1631 si consacrò il nuovo tempio religioso.
Con la collocazione presso la cappella di testa della navata destra (già di san Bartolomeo) del Santissimo Crocifisso, proveniente dall'antico oratorio dell'Annunziata (detto "dell'Arena" o "della Marina"), il 3 maggio 1641 la chiesa ne divenne santuario. Questa rappresentazione della crocifissione di Gesù, secondo alcuni storici, era venerata già nel XIII secolo e la sua colorazione lignea nera ne deriverebbe da un incendio che lo avrebbe annerito. Tuttavia, studi artistici più recenti, farebbero risalire l'opera scultorea ad un periodo intorno alla prima metà del XV secolo.
Per ragioni di simmetria, dopo la chiusura della cappella destra di san Bartolomeo per il consolidamento della torre campanaria, anche la dirimpettaia e coeva cappella di Nostra Signora della Misericordia venne chiusa nella seconda metà del Seicento dove si addossarono gli altari ai nuovi muri. Al 1728 risale il rifacimento dell'altare maggiore ad opera dello scultore Francesco Maria Schiaffino e qui venne collocato il Crocifisso di Anton Maria Maragliano.   
Nel corso dell'Ottocento diversi artisti parteciparono all'abbellimento artistico della chiesa parrocchiale. Tra questi i pittori Davide Beghè (1888, cappella di San Pietro; 1889, cappella dell'Assunta) e Angelo Barchi (cappella degli Angeli); lo scultore Luigi Brizzolara (1900, statue di Isaia e Malachia nella cappella del Crocifisso).   
La facciata in marmo si presenta in stile moderno, rifatta nel 1935 su disegno dell'architetto milanese Gaetano Moretti. Nella lunetta del portale, sul fianco destro, è raffigurato un affresco del XVI secolo della Madonna con i santi.

## Descrizione

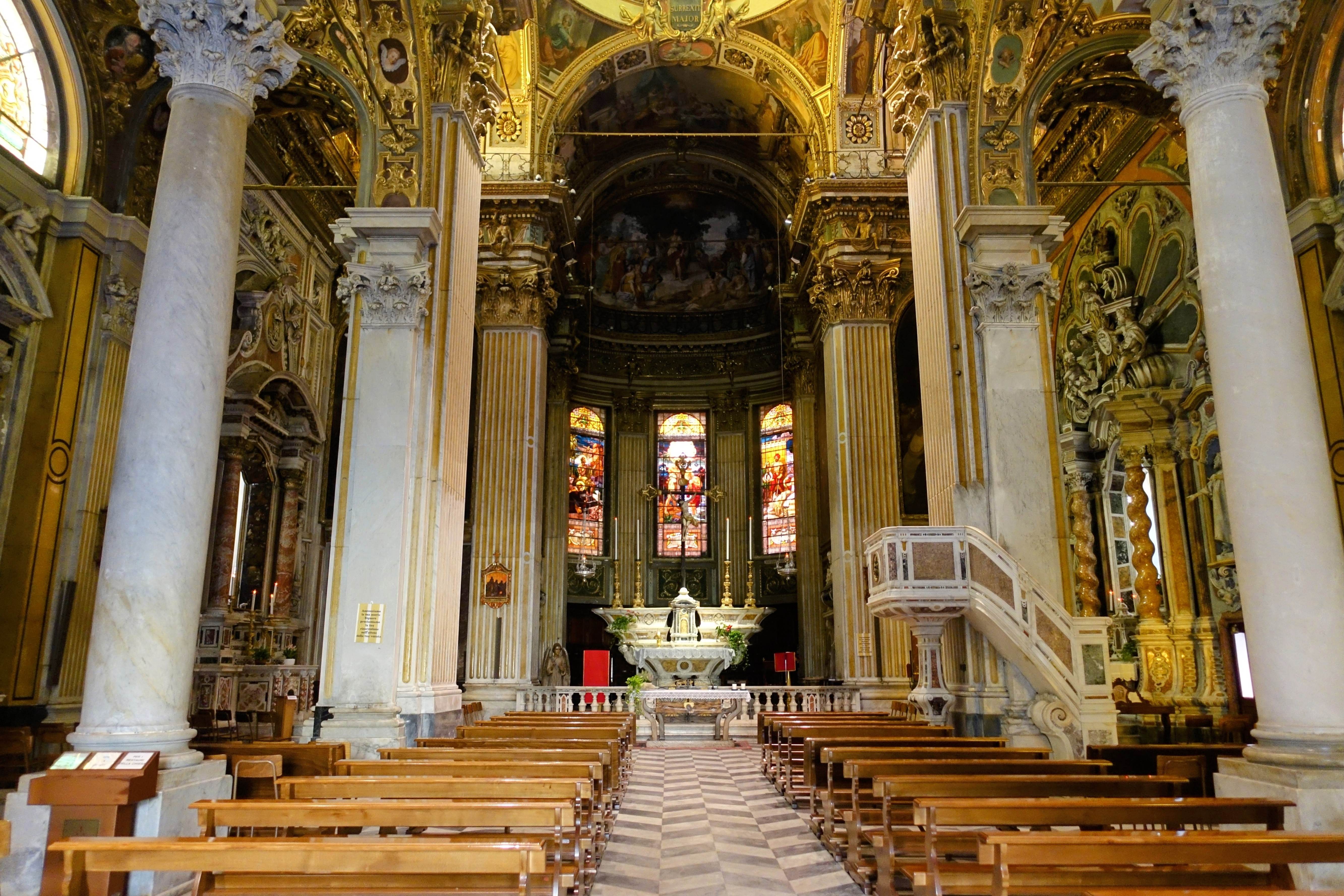
La navata maggiore

La struttura interna della chiesa si presenta con navata centrale voltata a botte e le due navate laterali a tre campate con volte a vela.
Il primo altare di destra è intitolato a Nostra Signora dell'Assunta e fu costruito nel XVIII secolo dall'architetto Giuseppe Ferrandini; qui è collocato il dipinto ritraente l'Assunzione di Maria in cielo, opera del 1676 del pittore Domenico Piola. Sopra la trabeazione dell'altare si trova la tela della Madonna col Bambino del XV secolo di fra Bernardino Fasolo (figlio di Lorenzo Fasolo). 
Il successivo altare, dedicato a san Pietro, anch'esso del Ferrandini, ospita la tela San Pietro riceve le chiavi di Orazio De Ferrari (XVII secolo); del Fiasella è il dipinto Transito di san Giuseppe collocato nel terzo altare del Ferrandini intitolato a san Giuseppe. L'ultimo altare nel transetto della navata destra, opera scultorea di Francesco Maria Schiaffino, è dedicato al Crocifisso delle rondini (già di san Bartolomeo), dove trova collocazione dal 1641 il Santissimo Crocifisso nero; le due statue Isaia e Malachia sono opere del 1900 di Luigi Brizzolara.
L'altare maggiore è un'opera dello Schiaffino che lo realizzò nel 1728 secondo la tipologia "a conchiglia", in marmi Broccatello di Spagna e bianchi; sopra ad esso svetta il crocifisso ligneo dello scultore genovese Anton Maria Maragliano. Nella zona del presbiterio sono collocate le seguenti opere artistiche: Invenzione della Croce (XVIII secolo) di Giuseppe Galeotti nella navata destra in alto; La battaglia di Lepanto dipinta dal Galeotti nella parte inferiore e da Giovanni Battista Carlone in quella superiore, nella navata sinistra in alto; Battista che rimprovera Erode (lato destro), Danza di Salomè (lato sinistro), Battesimo di Gesù (volta di sinistra), Nascita del Precursore (volta centrale), Martirio del Battista (volta a destra), tutte opere del Carlone così come l'affresco Predicazione del Battista nella volta dell'abside. Del 1632 è il coro ligneo di Michele Torriglia.
L'altare del transetto della navata sinistra è dedicato alla Madonna del Rosario e fu realizzato nel 1656 in marmo rosso di Francia con le raffigurazioni dei Misteri del rosario di Carlo Borzone e ai lati dell'altare le statue San Domenico e Santa Caterina da Genova di Francesco Falcone (1933). Ospita la Madonna del Rosario in legno scolpito, dipinto e dorato, opera scultorea di Anton Maria Maragliano e bottega del 1718. Seduta su un trono di nubi e fra angioletti e teste di cherubini, la Vergine sorregge Gesù e si rivolge ai fedeli, offrendogli i grani del Rosario.
Nel successivo altare della Madonna degli Angeli, del Ferrandini, la tela omonima e la statua di Sant'Antonio Abate. Il dipinto di Ubaldo Oppi Sant'Antonio Maria Gianelli mentre predica la penitenza per preservare Chiavari dalla peste e l'avvenuto miracolo delle rondini è ubicato nell'altare intitolato al santo di Carro. L'altare dell'Annunziata (XVIII secolo) espone la tela dell'Annunciazione di Domenico Fiasella e una tavola Dio Padre (XVI secolo) di mano ignota.

Il campanile, del 1557, ospita un concerto di otto campane in Re3.

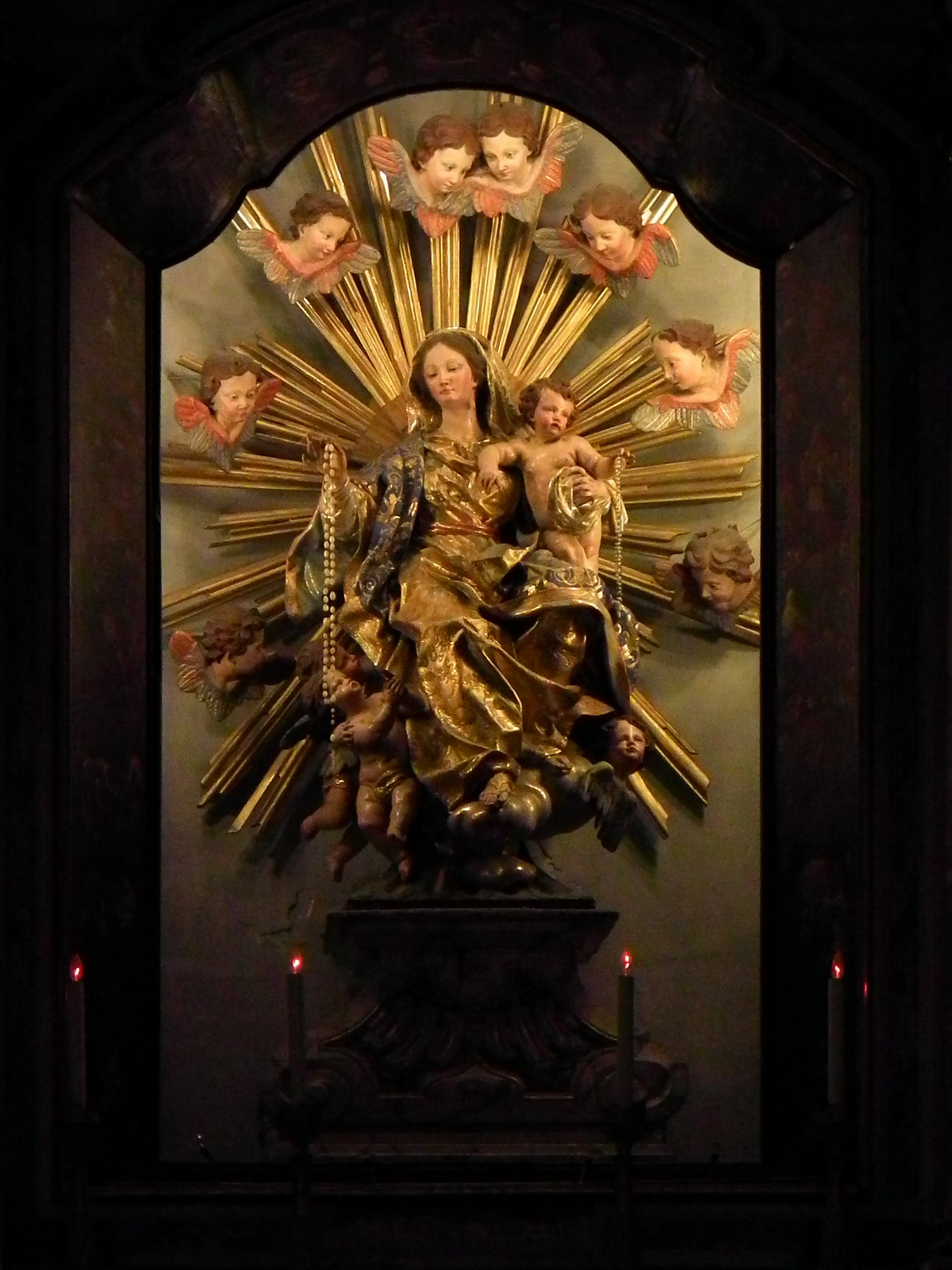
Madonna del Rosario di Anton Maria Maragliano
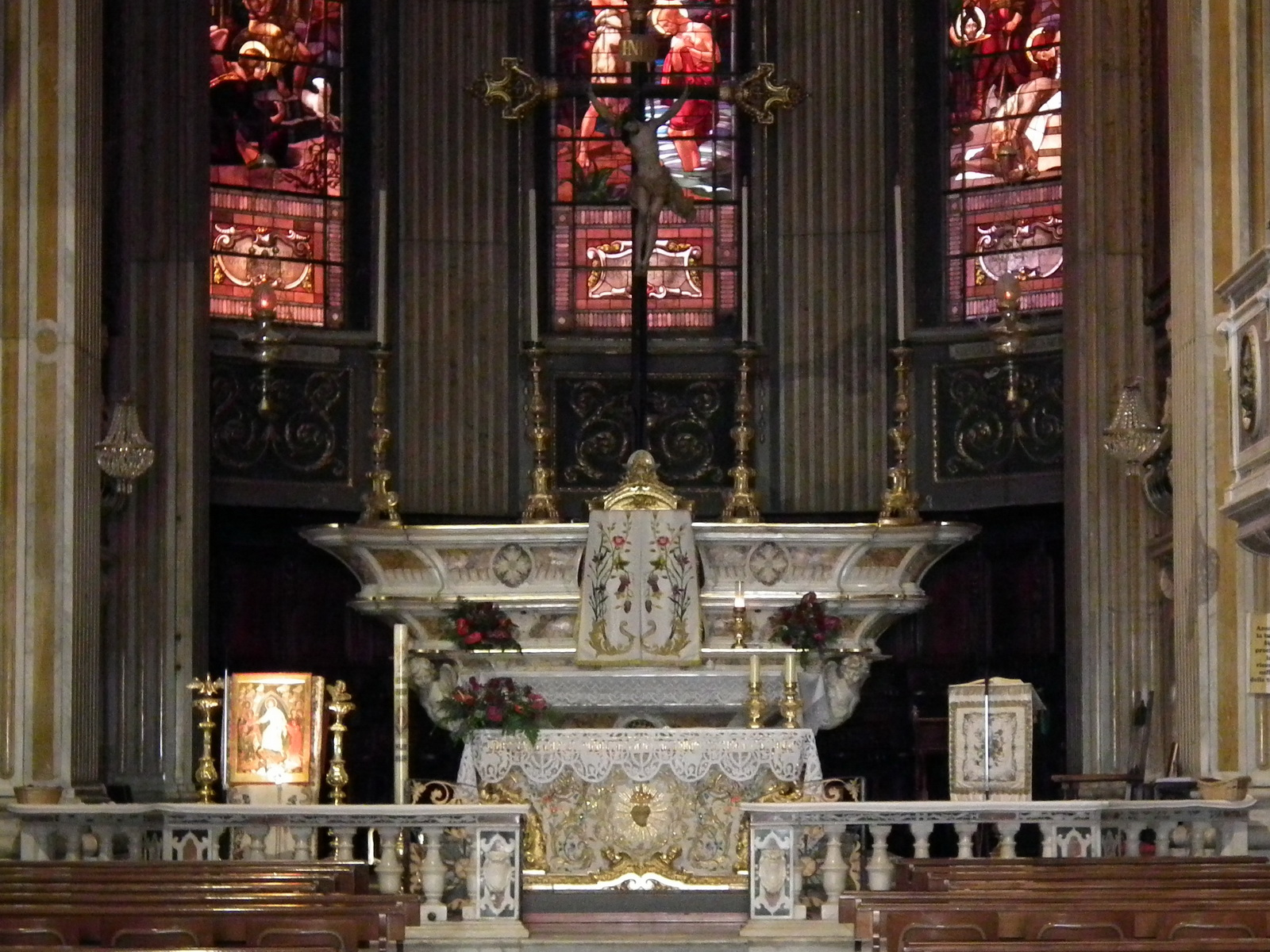
altare maggiore dello Schiaffino
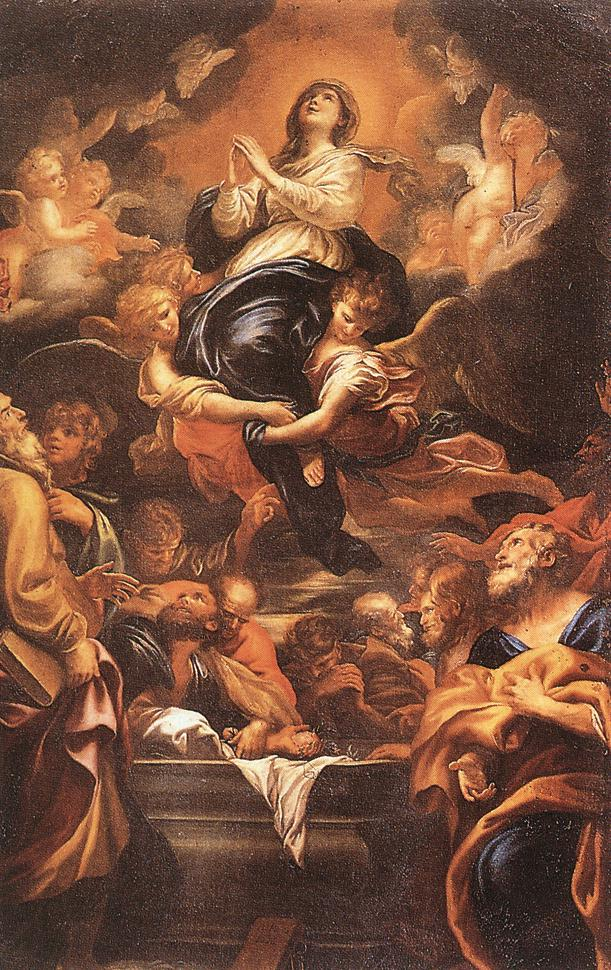
Domenico Piola, Assunzione della Vergine

## Feste e devozione

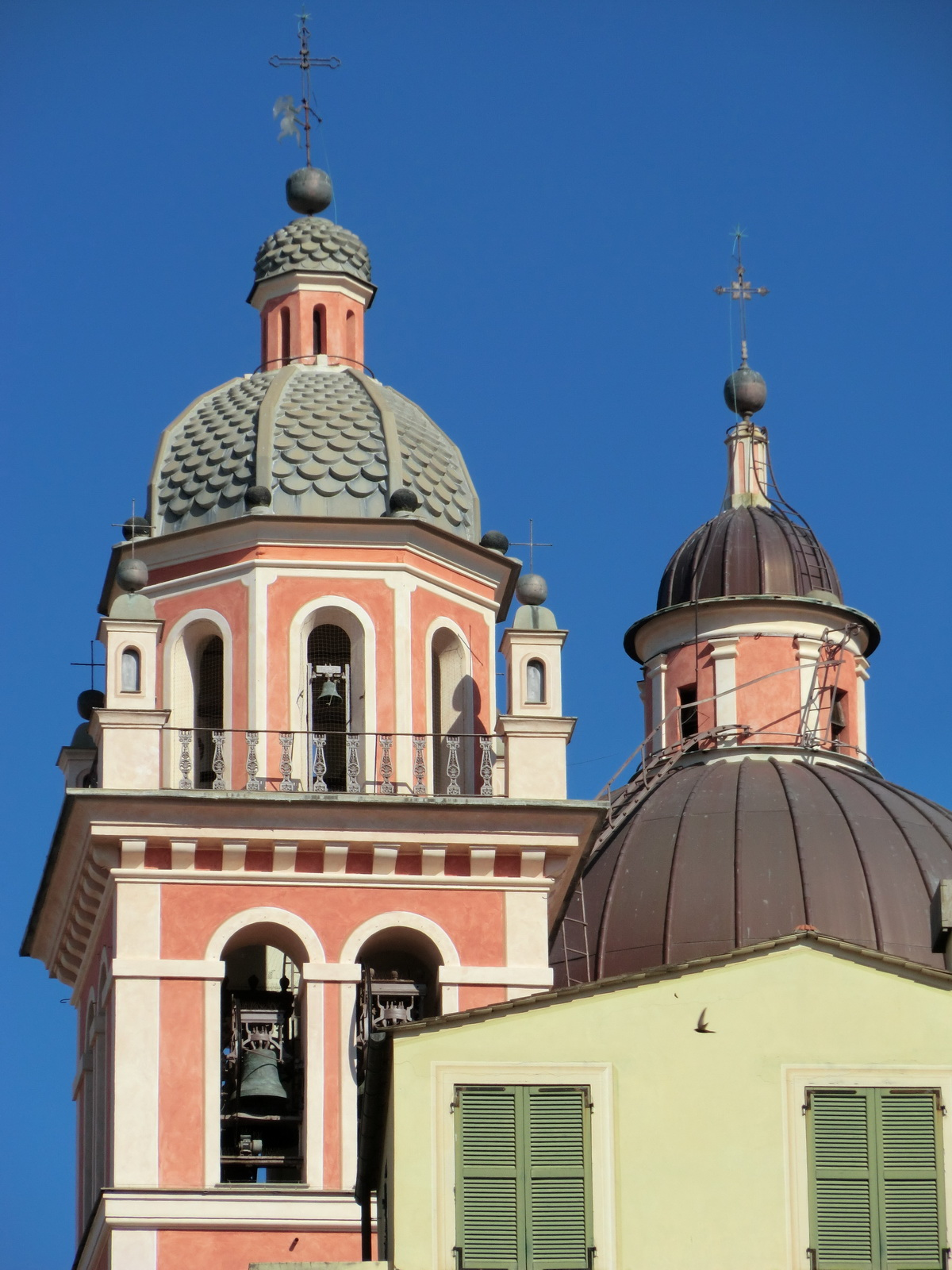
La torre campanaria del 1557

Le feste principali sono quelle di san Giovanni Battista il 24 giugno e del Cristo Nero il 25 agosto, in riferimento al 25 agosto del 1835 quando il crocifisso ligneo medievale fu portato ad una processione penitenziale che, con più di 7.000 fedeli guidati dall'allora arciprete Antonio Maria Gianelli, divenuto poi santo, ottenne la grazia dalla Madonna dell'Orto per la cessazione del colera.
La processione con il Crocifisso avviene ogni 25 anni (1985-2010-2035, etc...). Anticamente si celebrava anche una solenne festa nel giorno dell'ottava del Corpus Domini.

### Il Cristo Nero
Il Cristo Nero è un crocifisso ligneo custodito nella chiesa parrocchiale di San Giovanni Battista. Esso viene ritenuto miracoloso.
Proviene dalla chiesa dei Disciplinanti, distrutta dal fuoco nel 1600, dall'incendio si salvò solo il crocifisso che, secondo la pia tradizione rimase di colore nero dato che fu impossibile ripulirlo. Venne trasferito nella chiesa di San Giovanni, allora officiata dai Francescani.
Il crocifisso fu portato in processione nel 1835 da Antonio Maria Gianelli e a tal gesto fu dalla tradizione popolare collegata la fine della epidemia di colera. Papa Giovanni Paolo II ricordò tale miracolo in occasione della sua visita a Chiavari del 18 settembre 1998.